# Oeax albosignatus
Oeax albosignatus là một loài bọ cánh cứng trong họ Cerambycidae.